# Quarter General de les Forces de Defensa d'Israel
El Quarter General de les Forces de Defensa d'Israel (en hebreu: המטה הכללי של צה"ל) Matkal (מטכ"ל), és el comandament suprem de les Forces de Defensa d'Israel. La seva seu es troba en la Torre Matcal, en el complex de Kirya (en el Campament Rabin) a Tel-Aviv. El seu comandant en cap es anomenat Ramatcal.

## Membres

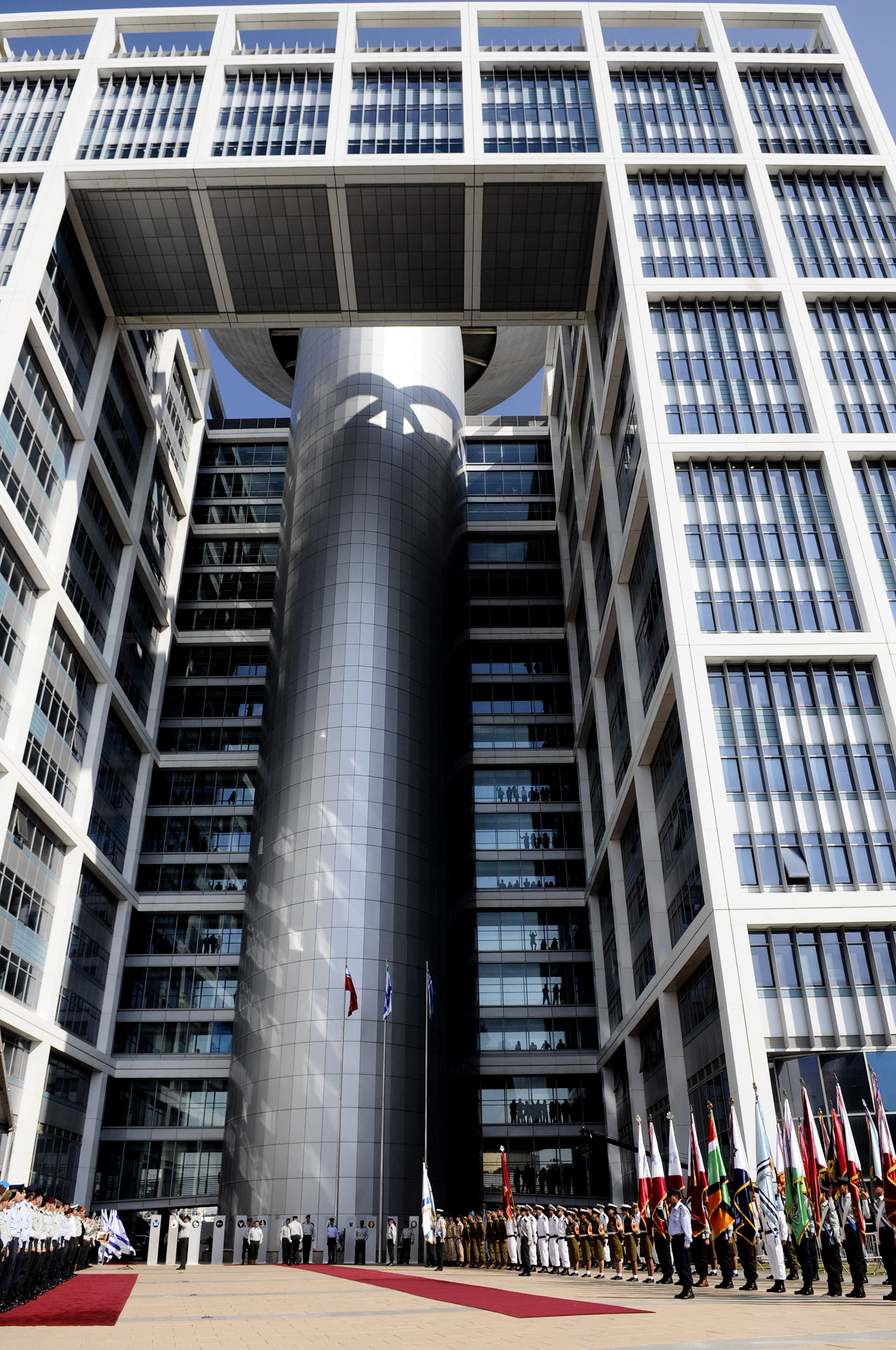
Guàrdia d'honor davant de la caserna de les FDI.

La majoria de membres del Quarter General son oficials amb el rang de General i els caps dels següents cossos civils i militars.

### Comandant en cap
- Cap de l'Estat Major: Ramatcal Aviv Kochavi.
- Cap adjunt de l'Estat Major: General Yair Golan.

### Armes
- Comandant de l'Exèrcit de Terra Israelià: General Kobi Barak.
- Comandant de la Força Aèria Israeliana: General Amir Eshel.
- Comandant de l'Armada Israeliana: Almirall Eliyahu Sharvit.

### Directoris
- Cap del Directori d'Operacions: General Nitzan Alon.
- Cap del Directori d'Intel·ligència: General Hertzi HaLevi.
- Cap del Directori de Tecnologia i Logística: General Aharon Haliva.
- Cap del Directori de Personal: General Hagai Topolanski.
- Cap del Directori de Planificació: General Amikam Norkin.
- Cap del Directori de Comunicacions i Tecnologies de la Informació: General Nadav Padan.

### Cossos
- Cos d'Infanteria: General: Ghassan Alyan
- Cos de Blindats: General: Yigal Slovik
- Cos d'Artilleria: General: Roy Riftin
- Cos d'Enginyers: General: Oshri Lugasi
- Cos de Recollida d'Intel·ligència de Combat: General: Eli Pollack

### Comandaments
- Comandament del Nord: General: Aviv Kochavi.
- Comandament Central: General: Roni Numa.
- Comandament del Sud: General: Eyal Zamir.
- Comandament del Front Domèstic: General Yoel Strik.

### Altres
- Comandant de les Acadèmies Militars: General Tamir Haiman.
- Advocat Militar General: General Sharon Afek.
- Orquestra de les FDI
- Sayeret Matkal
- President del Tribunal Militar d'Apelacions: General Doron Feyles.
- Coodinador de les Activitats del Govern en els Territoris (COGAT). General Yoav Mordechai.
- Portaveu de les FDI: General Moti Almoz.
- Conseller de Finances del Cap de l'Estat Major: General Sasson Hadad.
- Comandant del Cos de l'Estat Major: General Yossi Bachar.
- Comandant del Cos del Nord: General Tamir Haiman.
- Secretari Militar Adjunt amb el Primer Ministre: General: Eliezer Toledano.
- Comandant del Cos de Profunditat: General: Tal Russo.
- Comandant del Cos Mèdic de les FDI: General de Brigada: Itzik Kryce.
- Comandant del Cos d'Educació i Joventut: General de Brigada: ?

### Civils
- Director general del Ministeri de Defensa d'Israel: General (en la reserva) Udi Adam.
- Controlador de l'establiment de la reserva: General (a la reserva) Hagai Tannenbaum-Erez.
- Cap de l'administració pel desenvolupament de les armes, la indústria i la tecnologia: General (en la reserva) Danny Gold.